# Arteaga (població de Coahuila)
Arteaga és una població a l'estat de Coahuila; Mèxic, forma part de la Zona metropolitana de Saltillo. Té 15,534 habitants, l'activitat agrícola més representativa és el conreu de pomeres, el clima a la capçalera municipal és força semblant al de Saltillo. El territori del municipi abasta part de la Sierra Madre Oriental.